# Olraait!
Olraait! is het tweede album van de Belgische band Clement Peerens Explosition uit 2011.

## Tracklist
1. Ik Kwam den Duvel Tegen
2. Vuile Hypocriet
3. Sympathieke Mensen
4. Ambrayage
5. Kas
6. Gekookte Patatten
7. Edde gij da na Express Gedaan
8. Bloemen
9. Zegt Dat Ni Waar Is
10. Ik Heb in iet Gebeten
11. Brief uit de Thaise Jail
12. Boerinnenbinnendoen
13. Nen Onnozeleir Komt Nooit Alleen (uit de film Frits & Freddy)
14. Sexy Robot

## Meewerkende muzikanten
- Muzikanten:
  - Clement Peerens (gitaar, zang)
  - Sylvain Aertbeliën (basgitaar)
  - Dave de Peuter (drums)